# Юпитер (бомбардирский корабль, 1740)
«Юпитер» — парусный бомбардирский корабль Балтийского флота Российской империи, участник русско-шведской войны 1741—1743 годов.

## Описание корабля
Один из двух парусных бомбардирских кораблей типа «Самсон», строившихся в 1739—1740 годах в Санкт-Петербурге. Длина корабля составляла 31,1 метра, ширина — 8,3 метра, а осадка — 3,8 метра. Вооружение судна в разное время могли составлять от 10 до 14 орудий, включавшие в максимальной комплектации две 5-пудовые мортиры, две 3-пудовые гаубицы и десять 6-фунтовых пушек.

## История службы
Бомбардирские корабли «Самсон» и «Юпитер» были заложены в Санкт-Петербургском адмиралтействе 27 июня (8 июля) 1739 года и после спуска на воду 1 (12) июля 1740 года вошли в состав Балтийского флота России. Строительство обоих кораблей вёл кораблестроитель в ранге капитан-командора Р. Рамз.
В сентябре кампании 1740 года отряд спущенных на воду в этот год кораблей, состоящий помимо прама из однотипного с ним бомбардирского корабля «Самсон» и двух прамов «Олифант» и «Дикий бык» выходил в практическое плавания к Красной горке на испытания ходовых качеств. «Для лучшего усмотрения их действа» к отряду кораблей был направлен капитан 1-го ранга Я. Опий на фрегате «Воин»:

… и был там при пробе показанных кораблей и прамов и пробовал при себе в ходу под парусами по ветру и против ветру, как по морскому искусству надлежит, и как оные совсем апробованы будут, тогда оным кораблям и прамам, также и фрегату Воину возвратиться к кронштадскому порту, и в каком действии оные корабли и прамы в ходу под парусами и в бросании с кораблей бомбами по пробе явятся, о том со всеми обстоятельствами в адмиралтейскую коллегию рапортавать— Сообщение графа Головина Адмиралтейств-коллегии, 1740 года сентября 6
По результатам испытаний бомбардирские корабли по ходовым качествам оказались лучше «Воина», а прамы «во время хождения под парусами имеют весьма штейф и действие против ветру и по ветру изрядно, токмо великое склонение от ветра, и против фрегата следовать не могут».
Принимал участие в русско-шведской войне 1741—1743 годов. В кампанию 1741 года находился в составе эскадры, стоявшей всё лето на Кронштадтском рейде, и использовался для обучения экипажа. После чего был оставлен на рейде до 10 (21) ноября для защиты Котлина. В кампанию 1742 года 9 (20) июня покинул Кронштадт в составе отряда, который ушёл к острову Лавенсари и присоединился к находившейся там эскадре контр-адмирала Д. С. Калмыкова. С 24 июня (5 июля) по 3 (14) августа для обучения экипажа совершал плавание в шхерах в составе практического отряда, а 3 (14) августа вышел в финских залив и вошёл в состав крейсирующей там эскадры. 13 (24) августа корабли эскадры попали в шторм и «Юпитер» из-за полученных повреждений вынужден был уйти в Ревель. В Кронштадт корабль вернулся только 10 (21) октября.
В кампанию 1743 года с 9 (20) мая входил в состав кронштадтской эскадры адмирала графа Н. Ф. Головина, которая в это время находилась в плавании в Финском заливе с целью поиска неприятельского флота. 10 (21) мая эта эскадра объединилась c ревельской эскадрой в районе острова Оденсгольм. 6 (17) июня у полуострова Гангут были обнаружены суда флота противника и корабли объединённой эскадры встали на якорь. «Юпитер» в составе отряда бомбардирских кораблей был направлен вперёд для обстрела неприятеля, и после перестрелки шведские корабли ушли от Гангута. На следующий день эскадра вышла в крейсерское плавание в Финский залив, в котором находилась до 21 августа (1 сентября). Во время крейсерства суда эскадры периодически заходили в залив Рогервик, а по его окончании ушли в Ревель.
В 1744 году совершил плавание из Ревеля в Кронштадт. В 1746, 1748, 1750 и 1751 годах выходил в практические плавания в Финский залив в составе эскадр кораблей Балтийского флота.
В 1749 году находился в составе эскадры, доставившей из Данцига в Ревель имущество находившегося в то время в Германии русского корпуса. В 1750 и 1751 годах выходил в плавания между Кронштадтом и Готландом.
Бомбардирский корабль «Юпитер» был разобран после 1751 года

## Командиры корабля
Командирами бомбардирского корабля «Юпитер» в разное время служили:
- капитан 3-го ранга Я. Я. Лейман[комм. 6] (1740 год)[14];
- лейтенант майорского ранга И. Круз[комм. 7] (часть 1740 года и в 1743 году)[15];
- лейтенант майорского ранга Л. Милославский (в 1741 году и с июля 1742 года)[16];
- лейтенант майорского ранга А. Кайсаров (до июля 1742 года)[17];
- лейтенант С. Лыков (1746 год)[18];
- лейтенант И. М. Пущин (1748 год)[19];
- лейтенант Ф. Валуев (1749 год)[20];
- лейтенант Д. И. Вилисон[комм. 8] (1750 год и начало 1751 года)[21];
- лейтенант Ф. Трусов (1751 год)[22].

### Комментарии
1. ↑  Второй корабль назывался «Самсон»
2. ↑  102 фута.
3. ↑  27 футов 4 дюйма.
4. ↑  12 футов 6 дюймов.
5. ↑  Англичанин на русской службе, в российских документах встречаются варианты написания фамилии Рамз и Рамзай, а имени — Ричард и Юрий.
6. ↑  В российских документах встречаются варианты написания фамилии Лейман и Лиман, а имени Яким, Иохим и Юган.
7. ↑  Оригинал имени Ivan Kruse в российских документах встречаются варианты написания фамилии Круз и Крюйс, а имени — Иоган, Иван и Ян.
8. ↑  Англичанин на русской службе, оригинал имени Duncon Villison в российских документах встречаются варианты написания фамилии Вилисон и Вильсон, а имени — Данило и Донкон.